# Fatto

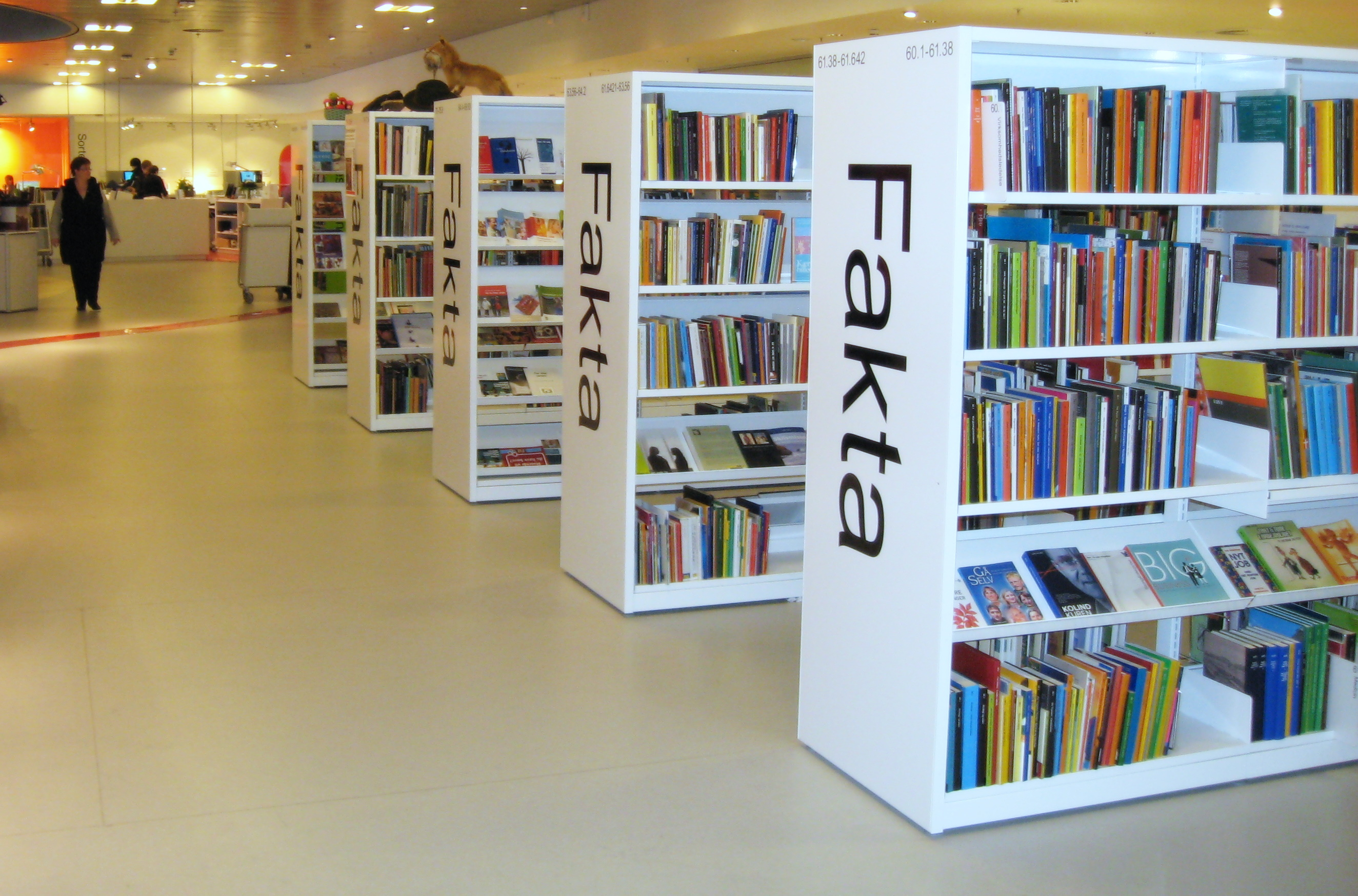
La sezione di saggistica in una biblioteca in Danimarca: gli scaffali mostrano la dicitura Fakta ("fatti")

Generalmente un fatto è un evento accaduto, o un'affermazione considerata vera circa l'accadimento di un determinato evento. Talvolta emergono delle differenze d'opinione su cosa è un fatto, ed esistono metodi con i quali si cerca di ridurre al minimo queste differenze. 
- In ambito scientifico, un fatto è un dato ottenuto tramite un esperimento. Un fatto è un'osservazione imparziale. In questo senso, un fatto è un risultato reso imparziale (nella massima misura possibile) tramite l'osservazione di più di uno scienziato. Si può quindi concludere che, in ambito scientifico, un fatto è il risultato di un'osservazione così ampiamente accettato che è difficile prendere seriamente in considerazione ipotesi interpretative diverse. Un fatto può essere utilizzato come prova a favore (o a sfavore) di una certa visione dell'universo (ricordando sempre che il fatto non dimostra la correttezza del modello: una singola osservazione non prova nulla in nessun caso). Si ha la tendenza a sopravvalutare i fatti a sostegno delle nostre posizioni preferite, sottovalutando (o addirittura ignorando) l'importanza dei fatti ad esse contrarie (confirmation bias): è difficile resistere alla tentazione di costringere gli altri a sperimentare le verità che riteniamo inconfutabili.
- Nell'ambito del diritto con il termine fatto giuridico si indica uno stato o evento costitutivo della fattispecie di una norma; al suo verificarsi la norma ricollega il prodursi di effetti giuridici. Se un fatto è previsto nella fattispecie di una norma, si dice che lo stesso è qualificato come giuridicamente rilevante dall'ordinamento giuridico. Vi è una grande varietà di fatti giuridici, che rendono ardua una descrizione unitaria; è però indubitabile che non esistono effetti giuridici che non siano ricollegati ad un fatto. A titolo di esempio si può dire che fatti giuridici sono tanto il decorso del tempo quanto un negozio giuridico, mentre possono essere effetti giuridici conseguenti ad un fatto la costituzione, la modificazione e l'estinzione di un rapporto giuridico. I fatti giuridici si possono classificare in:
  - naturali (o meri fatti): se non dipendono dalla volontà dell'uomo;
  - umani (o atti giuridici): se dipendono dalla volontà dell'uomo.
- In filosofia, un fatto è sia una proposizione vera sia qualcosa (per esempio, lo stato di una questione) che rende vera una certa proposizione.